# 木村達也
木村 達也（きむら たつや）は、森川ジョージの漫画作品および、それを原作とするアニメ『はじめの一歩』に登場する架空の人物。
担当声優は、テレビアニメ版では藤原啓治。スマホゲーム『はじめの一歩 FIGHTING SOULS』では津田健次郎。

## 概要
鴨川ボクシングジム所属のプロボクサー。幕之内一歩の鴨川ジムの先輩に当たる。日本ジュニアライト級ランカー（単行本78巻時点では7位にランク）。生年月日は1971年10月10日。天秤座のA型。一人称は「オレ」。好きなボクサーはアレクシス・アルゲリョ。身長、リーチとともに171cm。戦績28戦17勝(12KO)6敗5分。同期には青木の他に小田裕介もいる。
不良時代、親友の青木勝と共に因縁を吹っ掛けた鷹村守に負けたことをきっかけに、鷹村のいる鴨川ジムに結果的に入門。練習を続けて更生し、以降は青木と共に鷹村を兄貴分として慕うようになった。鷹村からは2人まとめて「青木村」と呼ばれることも。
日本ジュニアライト級王者・間柴了とのタイトルマッチの敗戦後に一度引退を宣言するが、リングネームを木村タツヤと改めて再起する。
不良時代の青木と木村のエピソードは、作者の高校時代の体験談が元になっている。
キャラクター人気ランキングでは、連載200回記念で14位、連載500回記念で10位。

### 人物・性格
青木勝とは幼稚園の頃からの幼馴染であり、常に行動を共にしている親友。同じ時期に非行に走り高校を中退するも、鷹村と出会ったことがきっかけでボクシングにのめり込み更生した。ボクシングを続けるのも引退するのも「青木次第」と語ったこともある。体格はライト級が適正だが、同じ階級にいる青木のために自ら減量が必要なジュニアライト級を選択など、友人思いな面もある。
一人っ子であり、自宅で花屋「木村園芸」を営む両親と3人暮らし。幼少時に父が自分が虐められた相手の親に抗議に行った際に、相手の父親に圧倒されて父が自分を庇わなったことから一時険悪な態度を見せる。間柴戦を前に敗戦の場合には引退を考えていた時には「花屋の息子が花の名前ぐらい覚えてないと、跡を継げない」と言うなど、家業を継ぐ意志はある模様。
要領がよく世渡りの上手いタイプで、鷹村の理不尽な要求やイタズラを上手くかわすことが多い。自分に被害が及ばないように多数派意見に迎合する場合も多く「コウモリ野郎」と批判されることも。また、間柴・沢村戦について試合前後に自分のことばかり考えていたせいか、一歩から「不謹慎ですよ、人の不幸を笑うなんて」と非難され、一歩と仲違いしたこともあった。
野球に関しては相当な実力者であったようで、打者としては元甲子園球児にも全く引けをとらない。しかし何でも思い通りになる世界に面白みを失ったことで、青木と共に野球への道を捨てた。

### ファイトスタイル・経歴
ずば抜けた才能は無いが冷静に相手を見極める頭脳と洞察力を持つアウトボクサー。一歩とのスパーリングで完璧ではないが真田対策として「飛燕」もくり出すなど器用さも持ち合わせている。間柴戦を直後に控えての宮田一郎からの評価は弱点は見当たらない、国内では相当ハイレベルなボクサーながら、反面決め手に欠けるというものであった。また、策を弄するあまりに、消極的な試合になることも多い。
当時の日本ジュニアライト級王者・間柴了を相手にタイトルマッチに挑戦した際に、ペットのアロワナ（かつて片想いをしていた女性の名前を付けている）がエサを捕る場面をヒントに「ドラゴンフィッシュ・ブロー」を開発した。試合ではフリッカージャブに打たれながらも間柴のスタミナが少なくなるまで待ち、さらに自身が打たれるのを覚悟で首から上を一切狙わず執拗にボディブローのみを狙い続ける作戦で間柴の意識をボディに釘付けにした所で、ボディを狙う低姿勢のままで間柴の顔面を撃ち抜きダウンを奪う。執拗なボディからのブローで何度か間柴にダメージを与えKO寸前にまで追い込むが、自身もダメージが大きくファイティングポーズをとったまま気を失って敗戦。試合後に記者達（アニメではジムの同門と会長達）の前で引退宣言をするが、まだ悔いを残していることに気がつき考えを改め木村タツヤに改名してカムバック。後にフィリピンジュニアライト級王者のエレキ・バッテリーと2度対戦し2引き分けに終わり、間柴とは違う形で遺恨を残している。
板垣・青木と共に出場したA級トーナメントでの敗戦以降は、減量によるスタミナ不足と、大きな目標も無いことによるモチベーションの低下に苦しんでいる。吉本純平戦では減量をパスするために一歩の手により頭髪を含めた全身の毛を剃られてしまう。試合勝利後は減量の後遺症による栄養失調で毛根が大幅死滅し、ロン毛の鬘あるいはニット帽を着用するようになった。

## 得意技
ドラゴンフィッシュ・ブロー
低い体勢に加え左ボディーブローを連打し相手の意識を下に向かせたところを、その体勢のまま相手の視角外から右のオーバーハンド・ブローを放つ高速コンビネーション。相手の意識外から襲うパンチのため、上手く決めれば対戦相手は何を貰ったのかすら理解できずに沈んでしまう。
木村が飼っているアロワナの捕食した場面からヒントを得て、身長の高い間柴の顔面をとらえるために編み出した。後に板垣、沢村、伊賀も使用する。
右の威力は絶大だが、その分非常に大振りであるため、単体ではまず当たらない。弧を描く分ストレート系のパンチにカウンターを貰い易いという欠点もあり、前段階である相手の意識を下に向かわせることが必要不可欠。またそういったプロセスを経なければならない技の性質上、自身もそれ相応のダメージやリスクを被る危険もある。復帰戦ではKOを再現しようとし、連発し続けた結果全て避けられてしまい、辛うじて判定勝ちはしたものの大苦戦を強いられた。
実在するプロボクサー、ジェームス・キンチェンがトーマス・ハーンズを破った際に使用したパンチがモデル。名前の由来はアロワナの中国名・龍魚の英語読みから。

## 対戦成績
西暦が不明であるため、便宜上、一歩の鴨川ジム入門後の経過年数と本人の年齢を表記する。
- 25戦15勝6敗4分9KO

※2～11戦目までの不明分のどれかに、5KOと3敗が含まれる。
| 戦           | 日付                         | 勝敗 | 時間    | 内容 | 対戦相手             | 国籍       | 備考                                        |
| ------------ | ---------------------------- | ---- | ------- | ---- | -------------------- | ---------- | ------------------------------------------- |
| 1            | 2年前（17歳）                | 勝利 | 2R      | KO   | 堀田順一（音羽）     | 日本       | プロデビュー戦                              |
| 2            | 不明                         | 勝利 |         |      | 不明                 | 日本       |                                             |
| 3            | 不明                         | 勝利 |         |      | 不明                 | 日本       |                                             |
| 4            | 不明                         | 勝利 |         |      | 不明                 | 日本       |                                             |
| 5            | 不明                         | 勝利 |         |      | 不明                 | 日本       |                                             |
| 6            | 不明                         | 勝利 |         |      | 不明                 | 日本       |                                             |
| 7            | 不明                         | 勝利 |         |      | 不明                 | 日本       |                                             |
| 8            | 不明                         | 勝利 |         |      | 不明                 | 日本       |                                             |
| 9            | 不明                         | 敗北 |         |      | 不明                 | 日本       |                                             |
| 10           | 不明                         | 敗北 |         |      | 不明                 | 日本       |                                             |
| 11           | 不明                         | 敗北 |         |      | 不明                 | 日本       |                                             |
| 12           | 2年目（20歳）4月20日         | 勝利 | 10R     | 判定 | 神崎慎治（仲代）     | 日本       |                                             |
| 13           | 3年目（20歳）8月頃           | 勝利 | 6R      | 判定 | 西村浩               | 日本       | A級ボクサー賞金トーナメント                 |
| 14           | 3年目（21歳）10月            | -    | 6R      | 判定 | 竜崎武士             | 日本       | A級ボクサー賞金トーナメント準決勝           |
| 15           | 199X年 4年目（21歳）7月11日  | 勝利 |         | KO   | ポーン・モロコット   | タイ       |                                             |
| 16           | 199X年 4年目（21歳）8月30日  | 勝利 | 5R 2:35 | TKO  | ネフマ・オズカ       | フィリピン |                                             |
| 17           | 199X年 4年目（22歳）2月17日  | 敗北 | 9R 2:35 | TKO  | 間柴了（東邦）       | 日本       | 日本ジュニアライト級タイトル戦 王座獲得失敗 |
| 18           | 199X年 5年目（23歳）10月14日 | 勝利 | 10R     | 判定 | アルマン・アレグリア | フィリピン |                                             |
| 19           | 199X年 6年目（23歳）8月27日  | -    | 10R     | 判定 | エレキ・バッテリー   | フィリピン |                                             |
| 20           | 199X年 6年目（24歳）2月頃    | -    | 10R     | 判定 | エレキ・バッテリー   | フィリピン |                                             |
| 21           | 199X年 7年目（24歳）9月12日  | 勝利 | 5R      | KO   | マイケル・ゲホン     | 不明       |                                             |
| 22           | 199X年 7年目（25歳）4月15日  | 敗北 | 5R      | TKO  | ジム・レックス       | フィリピン |                                             |
| 23           | 199X年 8年目（25歳）9月頃    | 勝利 | 6R      | 判定 | 竜崎武士             | 日本       |                                             |
| 24           | 199X年 8年目（26歳）11月頃   | 敗北 |         | 判定 | 不明（元王者）       | 日本       | A級ボクサー賞金トーナメント                 |
| 25           | 199X年 9年目（26歳）6月頃    | -    | 8R      | 判定 | 不明（ランカー）     | 日本       |                                             |
| テンプレート |                              |      |         |      |                      |            |                                             |